# ارسلان صفایی‌پور زمانی
ارسلان فلاح صفایی‌پور زمانی یا علی‌اکبر صفایی‌پور نمایندهٔ حوزهٔ انتخابیهٔ کرمانشاه در دوره‌های یکم، دوم و سوم مجلس شورای اسلامی بوده‌است.

## عملکرد انتخاباتی
| دوره نمایندگی | تعداد رای | درصد آراء |
| ------------- | --------- | --------- |
| اول           | ۱۹٬۴۹۸    | ۵۱٫۱      |
| دوم           | ---       | ---       |
| سوم           | ۹۷٬۰۸۹    | ۳۳٫۵      |

.

## اهدای کتابخانه
خانوادۀ علی‌اکبر صفایی‌پور پس از درگذشت وی کتابخانۀ او را مشتمل بر ۲۴۰۰ جلد در خرداد ۱۴۰۳ به کتابخانۀ دانشکدۀ ادبیات و علوم انسانی دانشگاه رازی کرمانشاه اهدا کردند.